# فراتر از شیطان
فراتر از شیطان (کره‌ای: 괴물; لاتین‌نویسی اصلاح‌شده: Goemul) یک مجموعه تلویزیونی محصول کره جنوبی سال ۲۰۲۱ با بازی شین ها کیون و یو جین گو است. این مجموعه از ۱۹ فوریه تا ۱۰ آوریل ۲۰۲۱ از جی‌تی‌بی‌سی روی آنتن رفت. این مجموعه نامزدی هفت جایزه در پنجاه و هفتمین دوره جوایز هنری بکسانگ دریافت کرد و سه جایزه را برنده شد که عبارتند از: بهترین دراما، بهترین فیلمنامه و بهترین بازیگر نقش اول مرد برای شین ها کیون. این مجموعه همچنین به عنوان یکی از کاندیدهای نهایی برای جایزه بزرگ جوایز هنری بکسانگ – تلویزیون انتخاب شده بود.

## بازیگران

### اصلی
- شین ها کیون در نقش لی دونگ شیک[۶]
- یو جین گو در نقش هان جو وون[۷]

## تولید
شین ها کیون و یو جین گو پیش از این در فیلم No Mercy for the Rude (۲۰۰۶) همکاری کرده بودند که در آنجا یو جین گو نقش جوانی شخصیت شین ها کیون را ایفا کرده بود.

## جوایز و نامزدی‌ها
| سال  | مراسم جوایز                           | جایزه                                 | گیرنده          | نتیجه    | منابع  |
| ---- | ------------------------------------- | ------------------------------------- | --------------- | -------- | ------ |
| ۲۰۲۱ | پنجاه و هفتمین دوره جوایز هنری بکسانگ | جایزه بزرگ – تلویزیون                 | فراتر از شیطان  | نامزدشده | [ ۵ ]  |
| ۲۰۲۱ | پنجاه و هفتمین دوره جوایز هنری بکسانگ | بهترین دراما                          | فراتر از شیطان  | برنده    | [ ۹ ]  |
| ۲۰۲۱ | پنجاه و هفتمین دوره جوایز هنری بکسانگ | بهترین کارگردان – تلویزیون            | شیم نا یون      | نامزدشده | [ ۱۰ ] |
| ۲۰۲۱ | پنجاه و هفتمین دوره جوایز هنری بکسانگ | بهترین فیلمنامه – تلویزیون            | کیم سو جین      | برنده    | [ ۹ ]  |
| ۲۰۲۱ | پنجاه و هفتمین دوره جوایز هنری بکسانگ | بهترین بازیگر نقش اول مرد – تلویزیون  | شین ها کیون     | برنده    | [ ۹ ]  |
| ۲۰۲۱ | پنجاه و هفتمین دوره جوایز هنری بکسانگ | بهترین بازیگر نقش مکمل مرد – تلویزیون | چوی ده هون      | نامزدشده | [ ۱۰ ] |
| ۲۰۲۱ | پنجاه و هفتمین دوره جوایز هنری بکسانگ | بهترین بازیگر تازه‌کار زن – تلویزیون   | چوی سونگ اون    | نامزدشده | [ ۱۰ ] |
| ۲۰۲۱ | پنجاه و هفتمین دوره جوایز هنری بکسانگ | جایزه فنی (سینماتوگرافی)              | جانگ جونگ کیونگ | نامزدشده | [ ۱۰ ] |